# Аутбэк

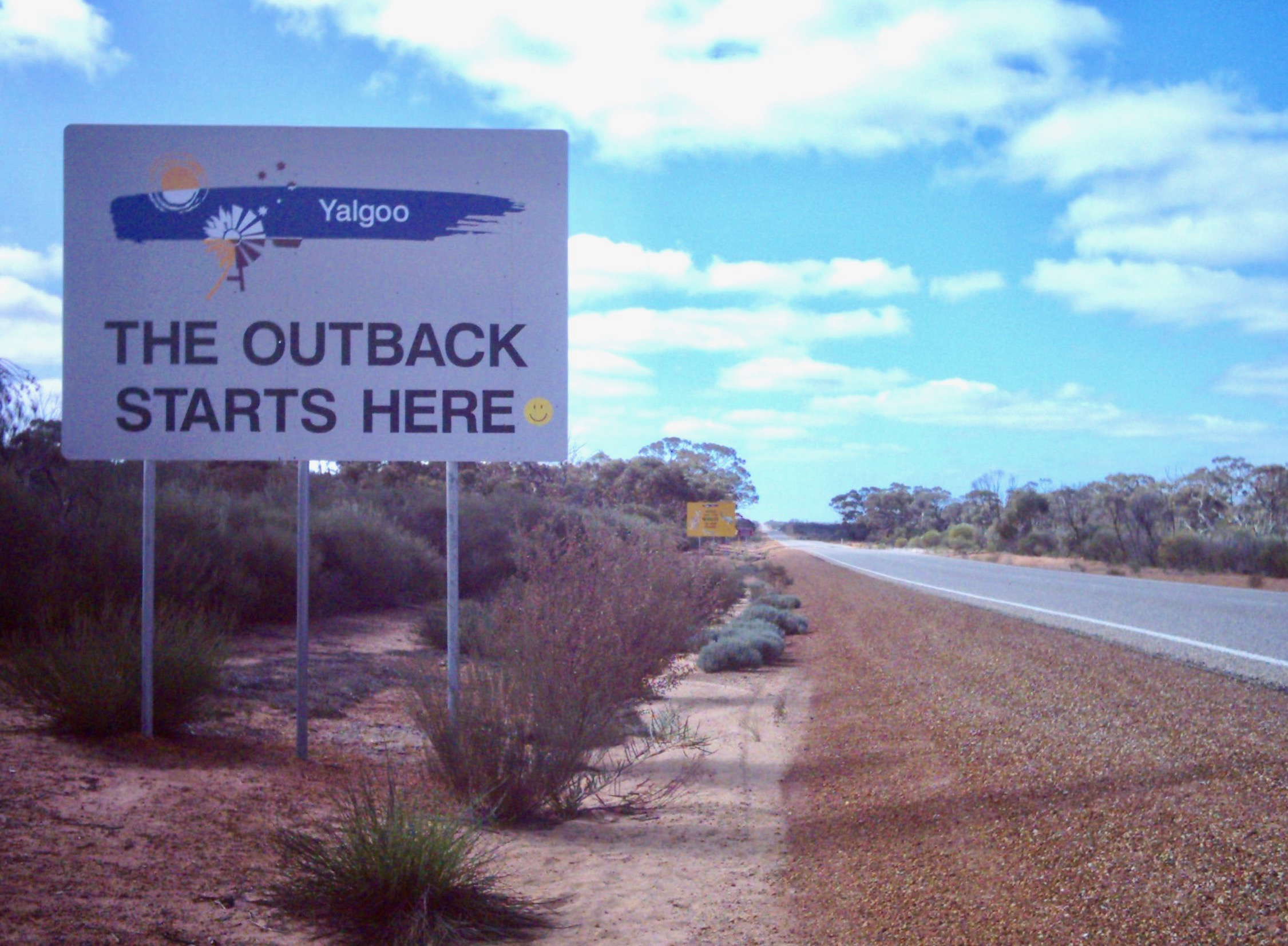
«Аутбэк начинается здесь», у городка Ялгу, Западная Австралия.

Аутбэк (англ. Outback; с англ. — «задворки, глушь, необжитая территория») — обширные практически ненаселённые засушливые внутренние районы Австралии. По сравнению с бушем аутбэк воспринимается как более далёкий и пустынный. Общая площадь аутбэка — около 5,36 миллиона квадратных километров, что составляет около 70 % площади всего континента.
Географически аутбэк отличается следующим набором факторов: низкая плотность населения, естественная и почти нетронутая окружающая среда, низкая интенсивность землепользования с упором на животноводство, где производство полагается на естественную среду.
В культурном аспекте аутбэк занимает важное место в наследии Австралии, её истории и фольклоре.

## Описание

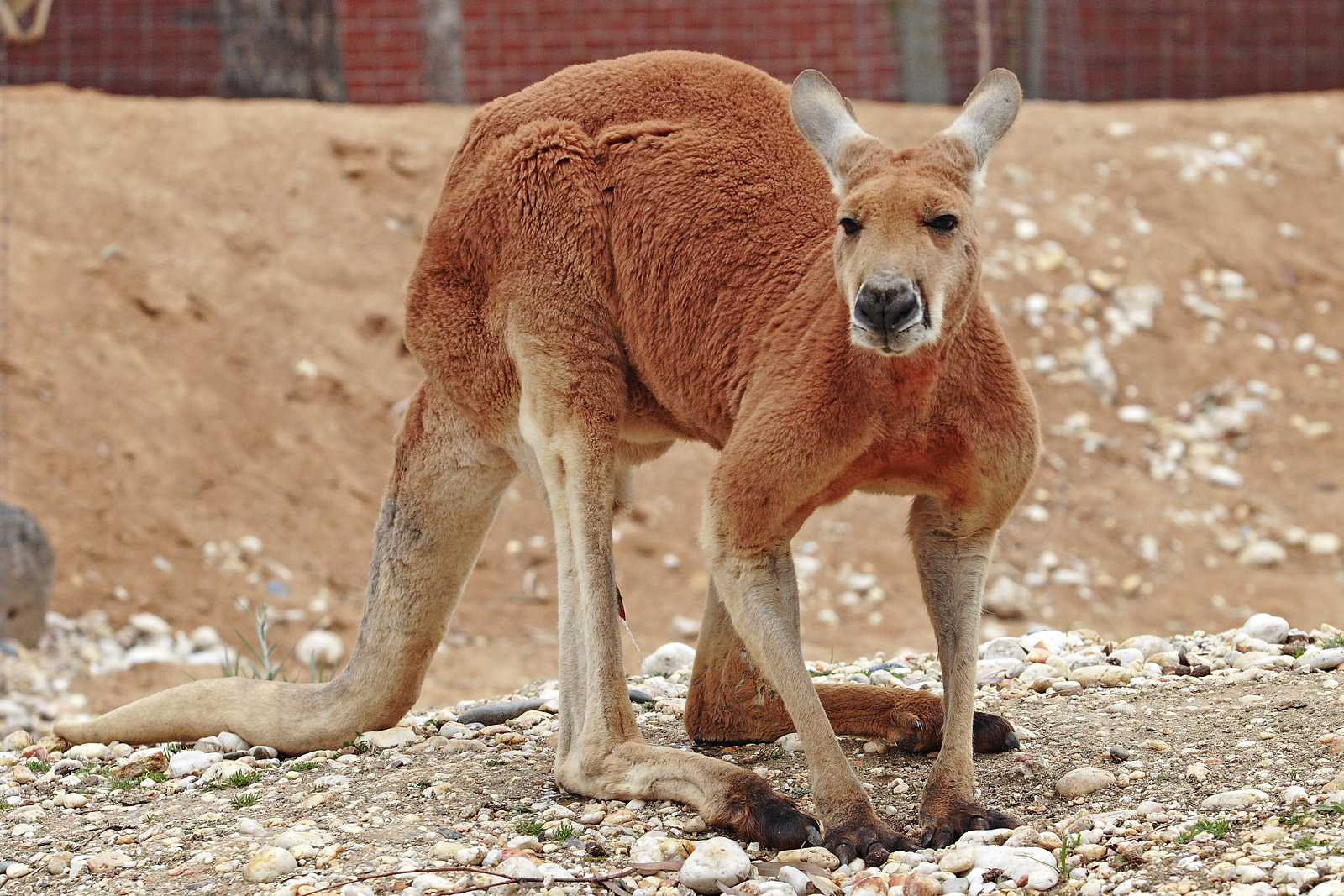
Большой рыжий кенгуру — крупнейший обитатель аутбэка и всей Австралии

Наиболее крупными животными аутбэка являются большие рыжие кенгуру, эму и динго. Бо́льшая часть почвы аутбэка является неплодородной палеосолью, но изредка встречаются участки относительно плодородной вертисоли. Благодаря особенностям климата аутбэка там часто находят хорошо сохранившиеся фоссилии, один из таких примеров — заповедник окаменелостей Риверслей. В связи с удалённостью от поселений в аутбэке располагаются несколько военных полигонов, самый известный из которых — самый крупный в мире из наземных полигонов Вумера (функционирует с 1946 года).

### Полезные ископаемые
Аутбэк очень богат железными, алюминиевыми, марганцевыми и урановыми рудами, встречаются месторождения золота, никеля, свинца и цинка. У городка Кубер-Педи обнаружены богатейшие месторождения опалов (30 % мирового запаса), нефть и газ добываются в окрестностях городка Мумба.

### Население

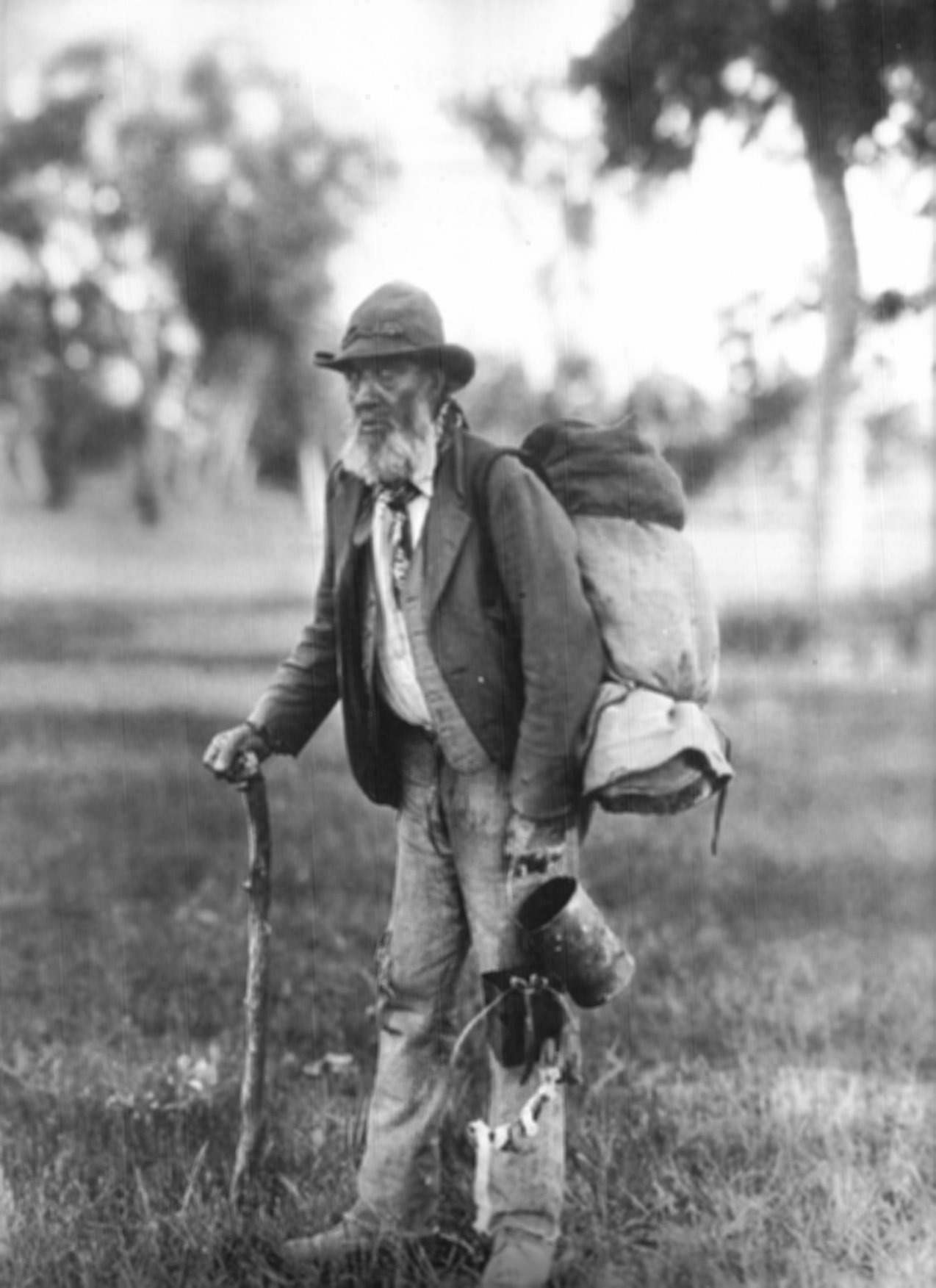
Свагмен — бродяга, всё добро которого умещалось в скатанном одеяле за плечами. Фото ок. 1901 года.

Более 90 % австралийцев живут в городах, расположенных на побережьях континента. Аутбэк, внутренняя часть страны, практически не населён, однако существовали такие исключения, как свагмены (бродяги, всё добро которых умещалось в скатанном одеяле за плечами), сквоттеры (см. en:Squatting (Australian history) (англ.)), бушрейнджеры (беглые преступники). Свагмену, который украл барашка и отказался сдаться сквоттеру с полицией, посвящена австралийская народная песня, неофициальный гимн этой страны, «Вальс с Матильдой».
Поскольку аутбэк со своей бесплодностью никогда не представлял особого интереса для европейцев, там остались жить на прежних обжитых веками местах аборигены: племена питьянтьятьяра, янкунитьятьяра и нгааньятьярра, самое крупное их совместное поселение — Анангу-Питьянтьятьяра-Янкунитьятьяра (ок. 2230 человек).
Согласно переписи населения, в 2006 году в аутбэке проживало 690 000 человек (700 000 в 1996 году), на 100 женщин приходилось 104 мужчины, 17 % населения были австралийскими аборигенами.

## История исследований
Первые европейские поселенцы мало интересовались Внутренней Австралией, довольствуясь мягким климатом и плодородными почвами восточного и юго-восточного побережья континента. Первое путешествие за Голубые горы состоялось лишь в 1813 году под предводительством Грегори Блэксланда. В 1820-х годах было предпринято несколько попыток отыскать «внутреннее море», в которое, как предполагалось, впадают реки, текущие на запад, но это привело лишь к расширению познаний о реках Муррей и Дарлинг, которые в итоге поворачивали на юг, не углубляясь внутрь континента. В начале 1860-х годов Джон Стюарт, после пяти неудач, наконец-то совершил успешный (все члены похода вернулись живыми и здоровыми) переход через аутбэк от Аделаиды до северного побережья Австралии. Примерно в то же время экспедицию по схожему маршруту совершили Бёрк и Уиллс, но, в отличие от путешествия Стюарта, многие из состава их экспедиции погибли от голода. В 1870-х годах по маршруту успешного путешествия Стюарта через аутбэк была проложена Австралийская трансконтинентальная телеграфная линия.
В 1950-х годах заметный вклад в изучение аутбэка внёс исследователь, художник, писатель, строитель дорог Лен Биделл. В 2006 году 24-летняя англичанка Анна Хингли стала первой женщиной в мире, пересекшей аутбэк верхом на лошади (совершила переход с другом и шестью лошадьми).

## Медицина, образование, спорт

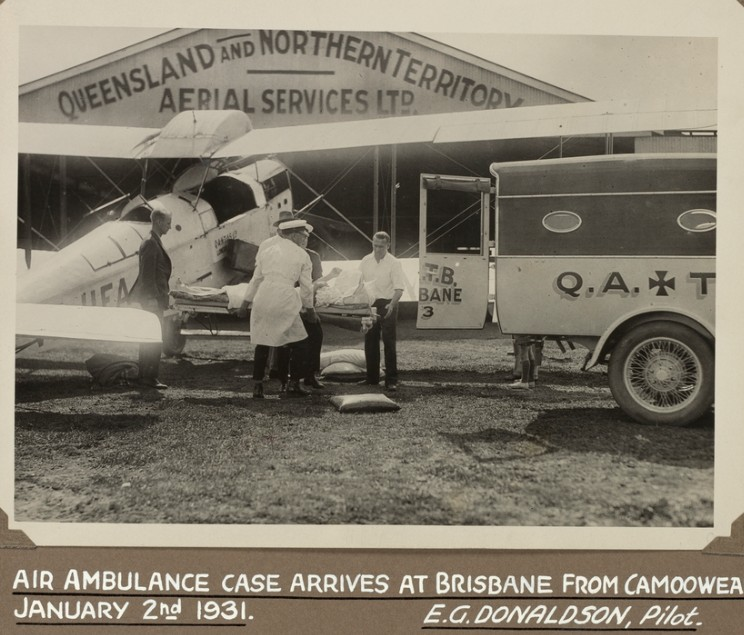
Летающий доктор, 1931 год.

В 1928 году была организована медицинская служба для жителей аутбэка, получившая неофициальное название «Летающий доктор», поскольку в своей работе врачи использовали лёгкие самолёты; ныне эта служба является одной из крупнейших и всесторонне развитых среди авиаврачебных организаций мира.
Поскольку в аутбэке мало детей, то строить для них стационарные школы и посылать туда учителей было нецелесообразно. Выход был найден в 1951 году, когда детей в отдалённых посёлках стали обучать по радио, это явление в Австралии называют англ. School of the Air, то есть, «школа на связи; школа в эфире». Для этих целей до 2003 года использовалось коротковолновое радио, а ныне — космические спутники связи и беспроводной интернет.
По аутбэку ежегодно проводится марафон.

## Туризм
Среди туристических достопримечательностей аутбэка можно выделить следующие:
Населённые пункты
- Алис-Спрингс — город в центре континента с населением ок. 25 000 человек.
- Бёрдсвилл — городок с населением ок. 100 человек.
- Брокен-Хилл — шахтёрский город с населением ок. 18 000 человек.
- Брум — «Жемчужный порт», население колеблется от 14 500 до 45 000 человек в зависимости от наплыва туристов.
- Кубер-Педи — «Мировая столица опалов», возле городка с населением ок. 1700 человек добывается 30 % мировых опалов.
- Калгурли-Болдер — самый большой по площади город в Австралии, третий по этому показателю в мире (95 575 км²), но при этом с населением всего ок. 33 000 человек.
- Маунт-Айза — промышленный город с населением ок. 22 000 человек.
- Теннант-Крик — городок с населением ок. 3000 человек.

Заповедные зоны
- Заповедник «Шары дьявола»
- Национальный парк «Какаду»
- Национальный парк «Нитмилук»

Горы
- Гора Ольга
- Гора Огастус — крупнейший монолит в Австралии и, возможно, на Земле.
- Хребет Мак-Доннелл
- Улуру — «оранжевый слон».

Прочее
- Королевский каньон[англ.]
- Манки-Миа[англ.] — место на побережье, где с начала 1970-х годов к людям за едой к берегу подплывают дельфины.
- Уилландра — 19 пересохших озёр.
- Госсес-Блафф — кратер, появившийся около 140 миллионов лет назад вследствие падения на Землю крупного метеорита или небольшого астероида, после удара диаметр воронки составил 22 километра, ныне он сократился до пяти.

Через аутбэк проложено несколько хороших автомобильных дорог, поэтому для такого путешествия особой подготовки не требуется. Туристы, желающие отправиться в настоящую «глушь», в сторону от трасс, должны озаботиться достаточным количеством воды, пищи, бензина, запасных колёс, медикаментов, иметь спутниковый телефон, передвигаться только на полноприводном автомобиле. Регулярно происходят случаи гибели людей, которые отправляются искать помощи, бросив сломавшуюся машину: необходимо помнить, что с воздуха автомобиль обнаружить гораздо проще, чем человека, поэтому покидать его ни при каких обстоятельствах нельзя. По аутбэку настоятельно не рекомендуется двигаться ночью: многие местные животные ведут ночной образ жизни и могут неожиданно выскочить на дорогу; в северной части аутбэка путешествия не рекомендуются в сезон дождей (с ноября по апрель).

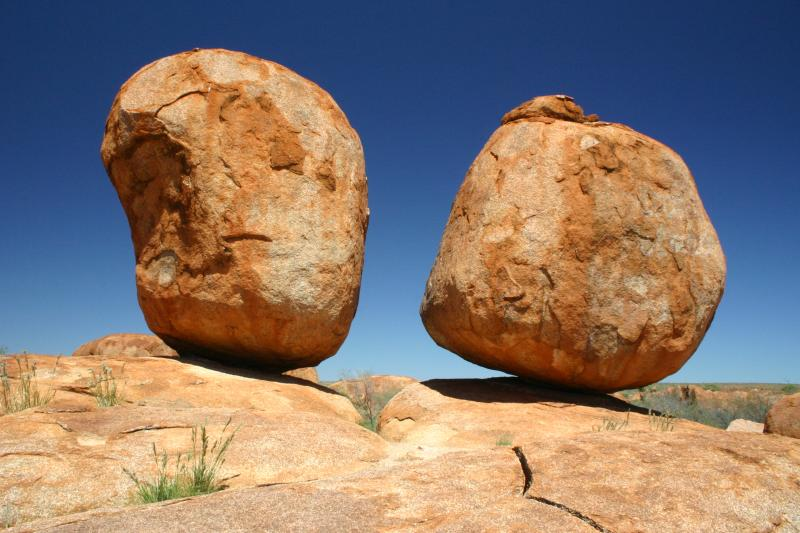
Шары дьявола
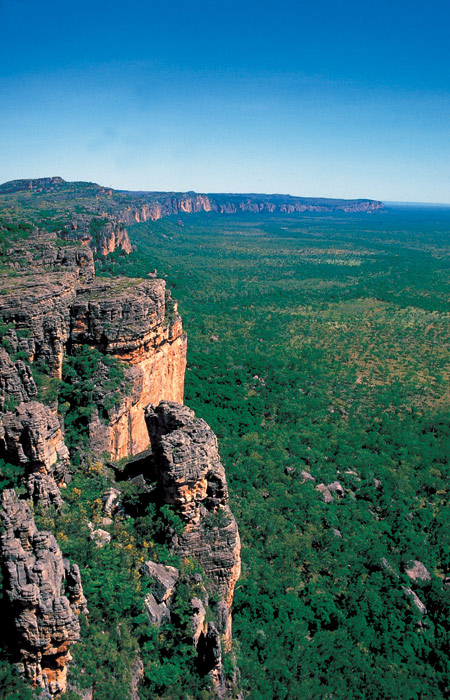
В национальном парке «Какаду»
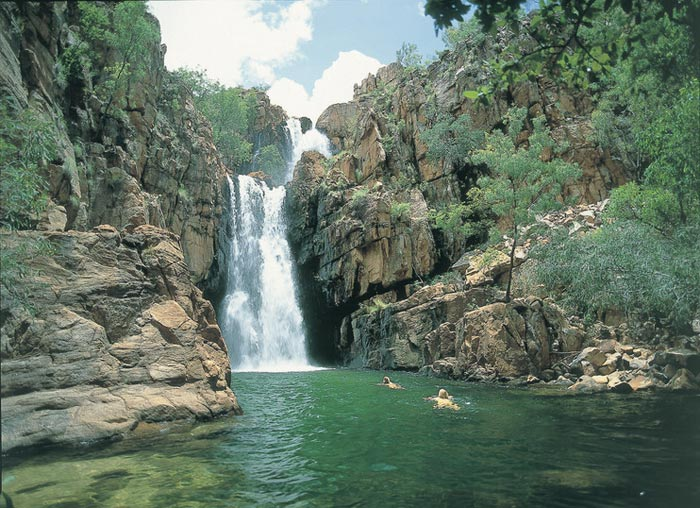
В национальном парке «Нитмилук»
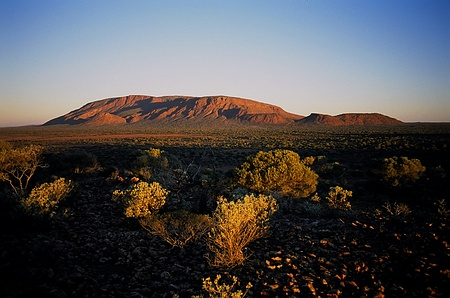
Гора Огастус — крупнейший монолит в Австралии и, возможно, на Земле.
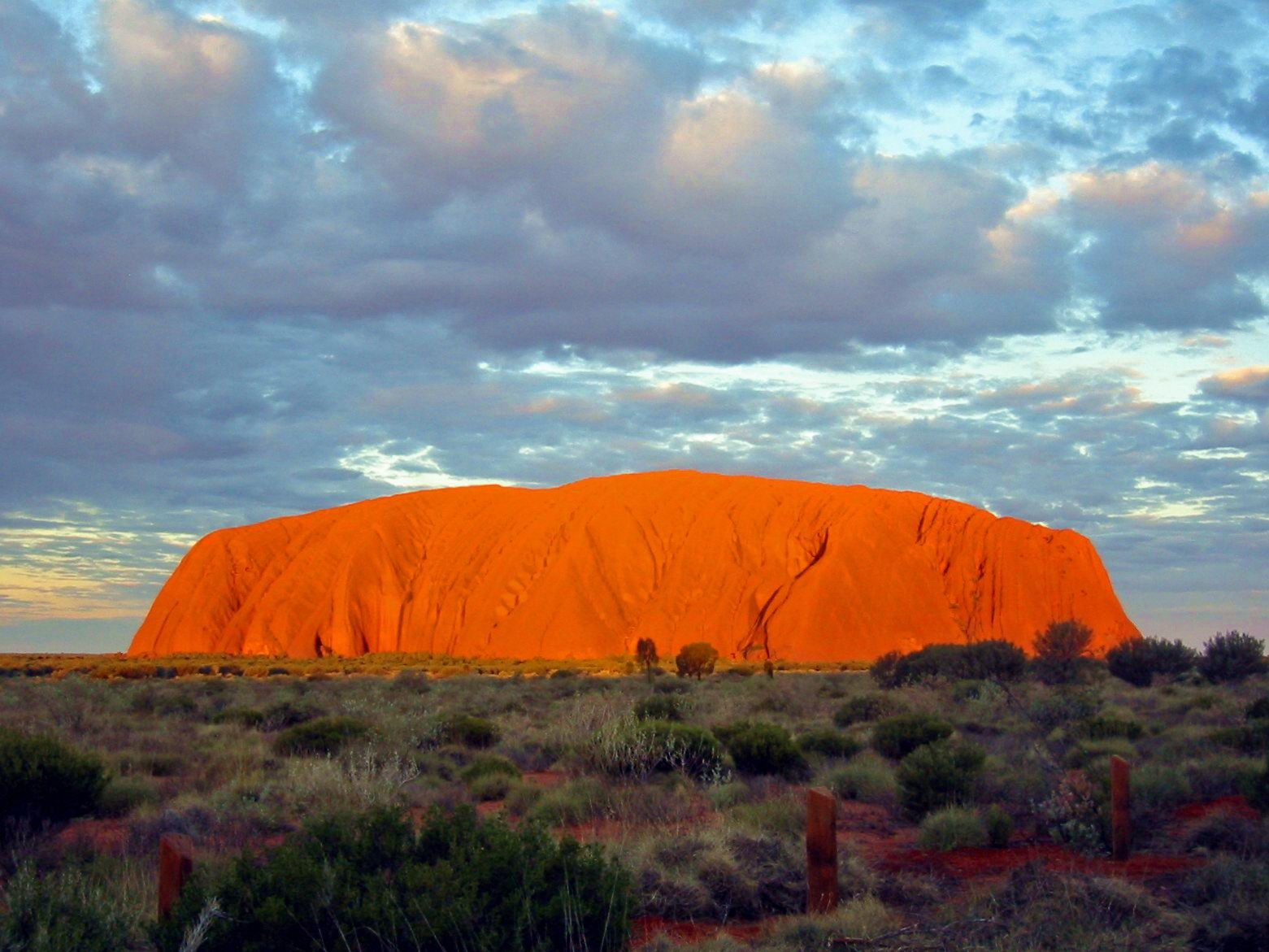
Улуру — «оранжевый слон».

## Транспорт
Большинство населённых пунктов аутбэка имеет собственные аэродромы, также они есть у многих овечьих и скотоводческих ранчо.
Крупнейшие автомагистрали, пересекающие аутбэк, — это шоссе Стюарта, которое идёт с юга на север почти параллельно железной дороге «Аделаида—Дарвин»; и сеть дорог «Шоссе аутбэка». Среди других дорог аутбэка можно отметить Birdsville Track, Burke Developmental Road, Canning Stock Route, Шоссе Конни Сью, Шоссе Гэри, Дорогу реки Гибб, Великую центральную дорогу, шоссе Ганбаррел, Kidman Way, Шоссе Лассетер, Oodnadatta Track, Peninsula Developmental, Шоссе Пленти, Шоссе Сэндовер, дорогу Танами.

Шоссе Стюарта[англ.] (длина 2834 км.)
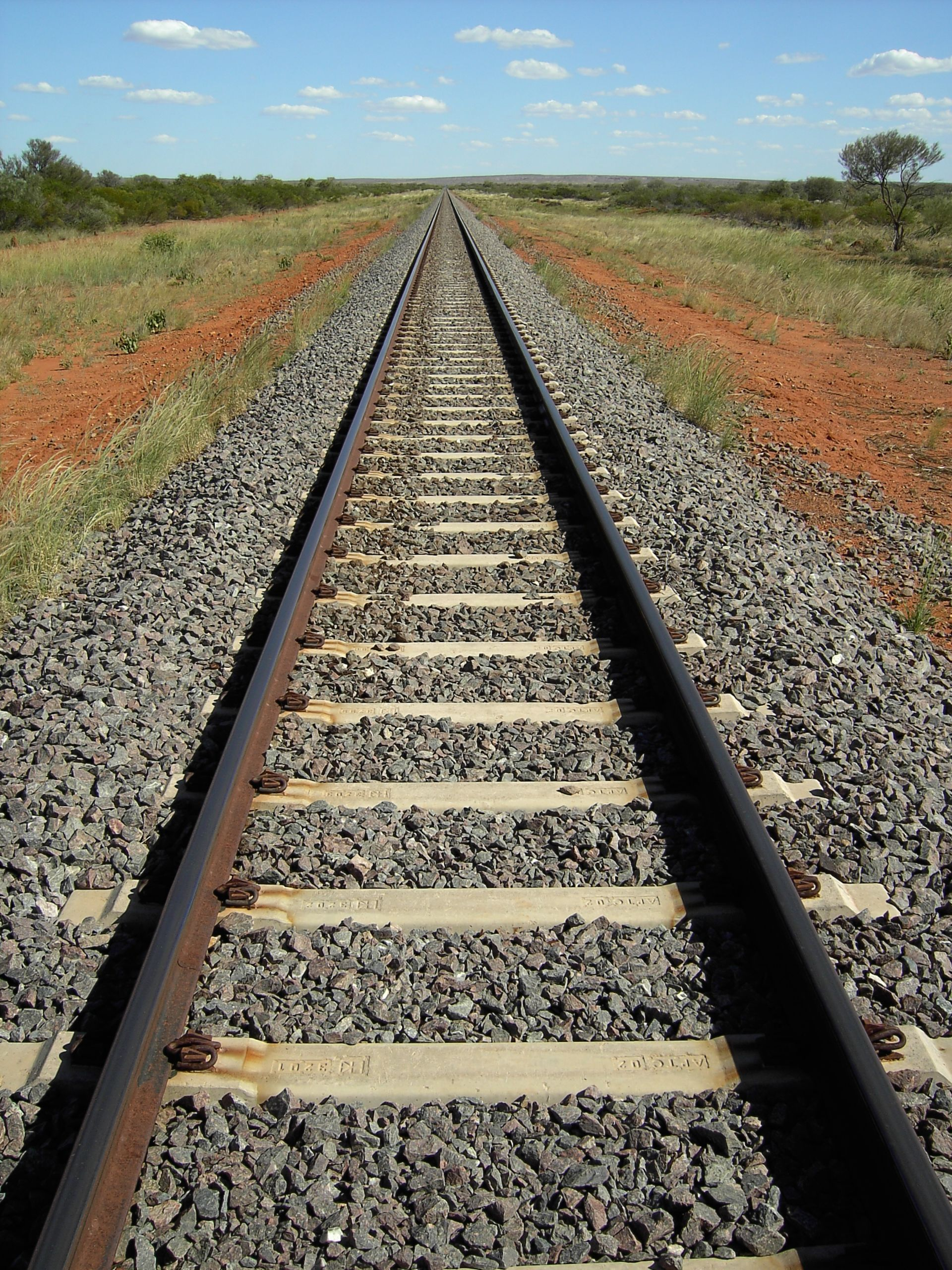
Железная дорога Аделаида — Дарвин (длина 2970 км.)
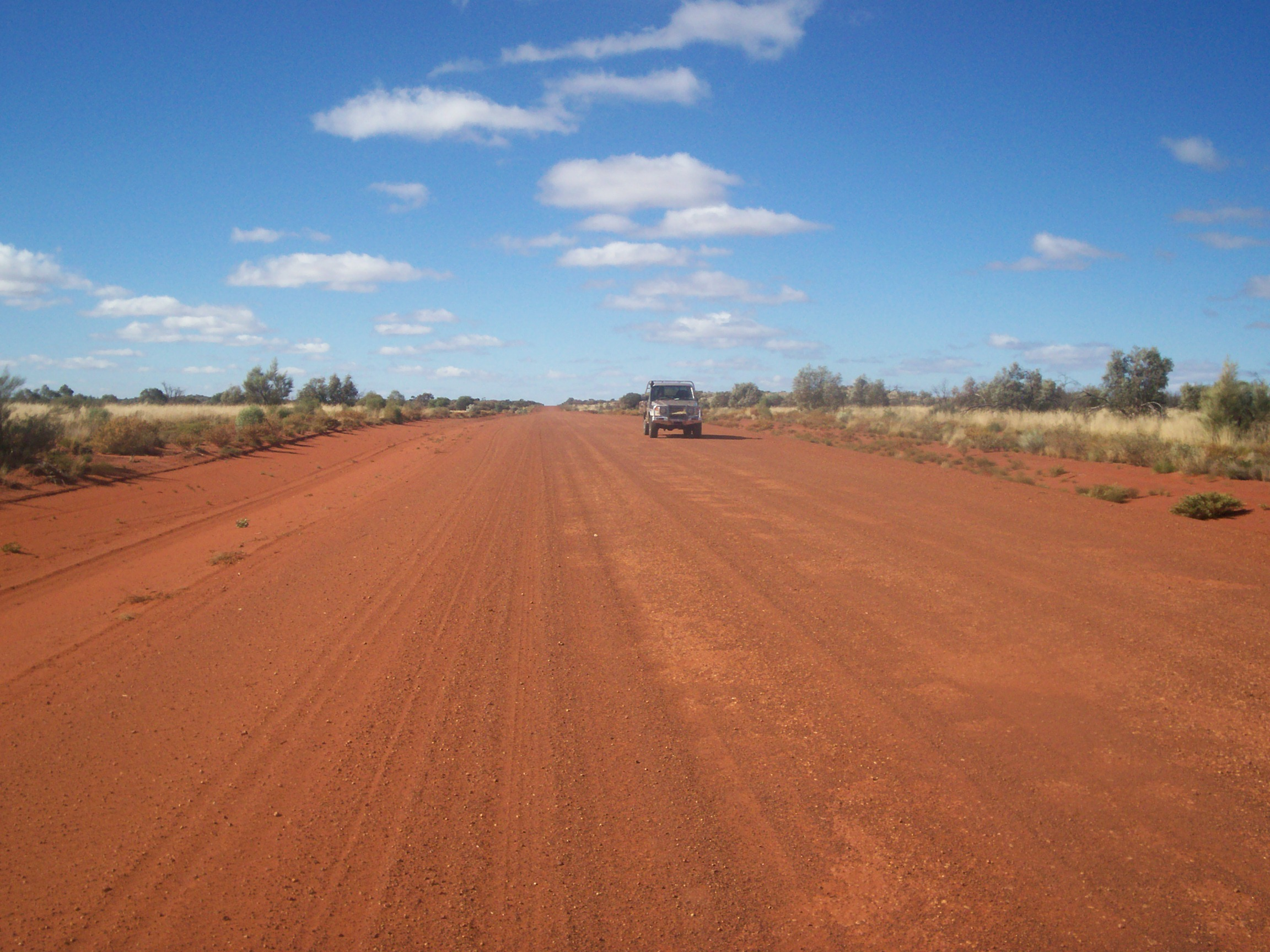
Великая центральная дорога (длина 1147 км.)
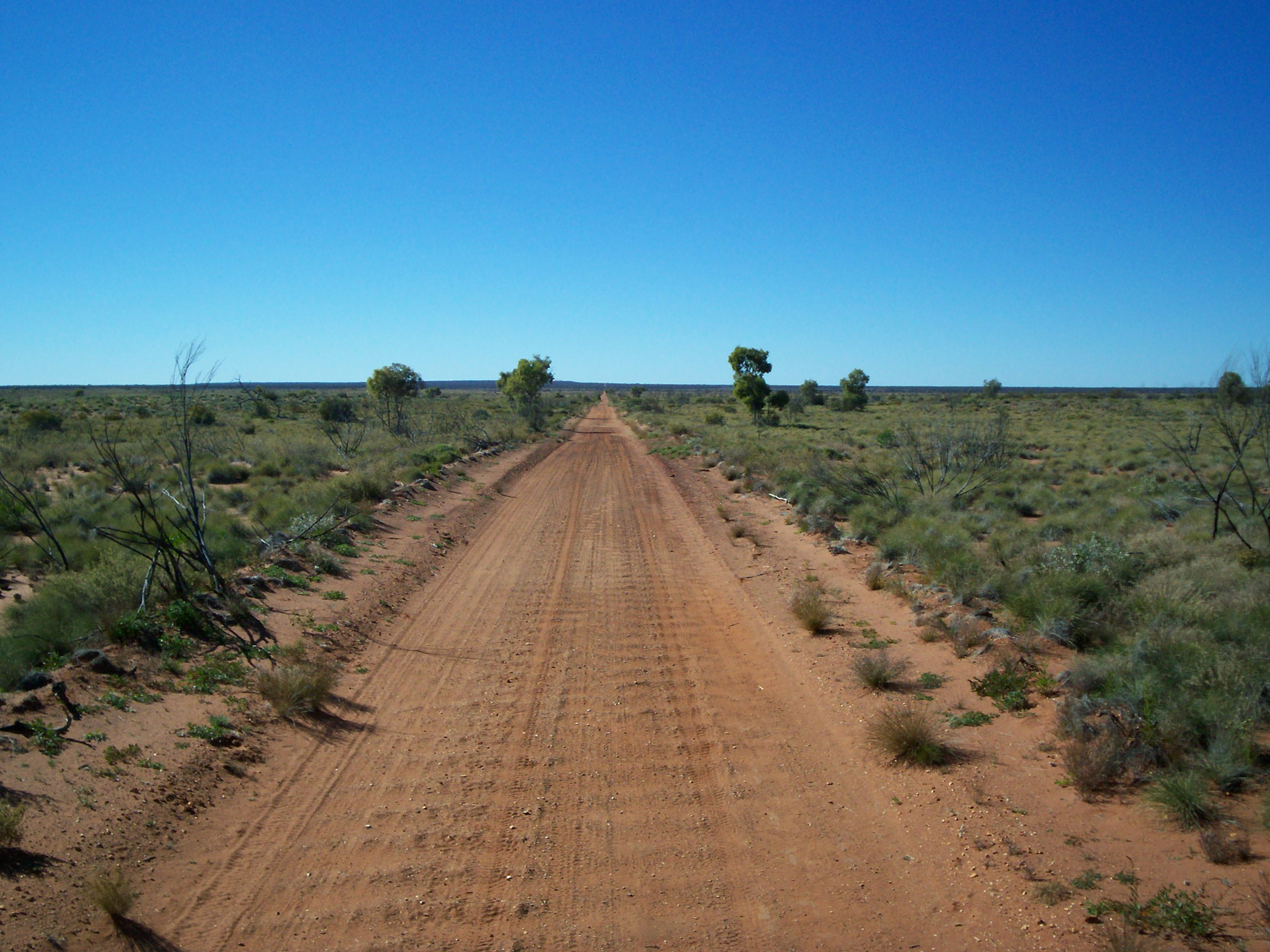
Шоссе Ганбаррел[англ.] (длина 1347 км.)